# Arcenillas
Arcenillas è un comune spagnolo di 295 abitanti situato nella comunità autonoma di Castiglia e León.